# Кулишова, Агафья Григорьевна
Агафья Григорьевна Кулишова (1911 — ?) — звеньевая виноградарского совхоза имени Молотова Министерства пищевой промышленности СССР, Анапский район Краснодарского края. Герой Социалистического Труда (26.09.1950).

## Биография
Родилась 5 февраля 1911 года в станице Гостагаевской Таманского отдела Кубанской области, ныне — Анапского района Краснодарского края. Русская..
Со дня образования в 1933 году местного совхоза имени Молотова Агафья Григорьевна трудилась рабочей в виноградарской бригаде. После освобождения Кубани от немецко-фашистских захватчиков она участвовала в восстановлении полностью разрушенного в период оккупации совхозного хозяйства.
Позже возглавила виноградарское звено, которое по итогам работы в 1949 году получило урожай винограда 101,6 центнера с гектара на площади 8 гектаров..
Указом Президиума Верховного Совета СССР от 26 сентября 1950 года за получение высоких урожаев винограда в 1949 году Кулишовой Агафье Григорьевне присвоено звание Героя Социалистического Труда с вручением ордена Ленина и золотой медали «Серп и Молот».
Этим же указом ещё 19 тружеников совхоза имени Молотова были удостоены высокого звания, в том числе и директор П. В. Яворский.
В последующие годы звено А. Г. Кулишовой продолжало собирать высокие урожаи солнечной ягоды в совхозе, с 1957 года, переименованного в совхоз имени Ленина.
Проживала в родной станице Гостагаевской. Сведений о дальнейшей её судьбе нет.

## Награды
- Медаль «Серп и Молот» (26.09.1950);
- Орден Ленина (26.09.1950).
- Медаль «За трудовую доблесть»
- Медаль «В ознаменование 100-летия со дня рождения Владимира Ильича Ленина» (6 апреля 1970)
- Медаль «Ветеран труда»
- медалями ВСХВ и ВДНХ
- Нагрудный знак «Лучший садовод и виноградарь»
- и другими
- Отмечена грамотами и дипломами.

## Память

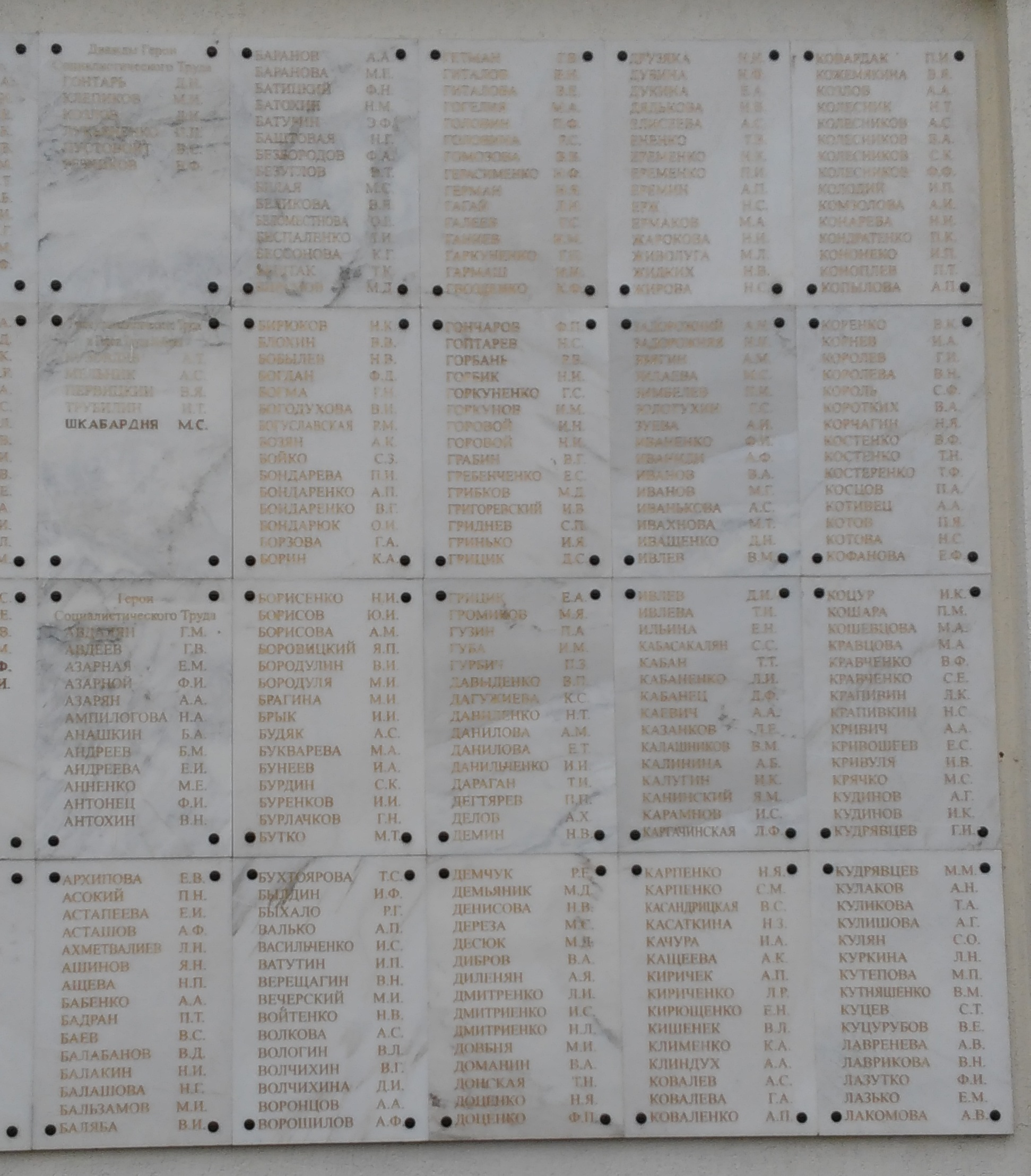
Мемориальная доска с именами Героев Социалистического Труда Кубани и Адыгеи. Краснодар 2017

- На могиле установлен надгробный памятник.
- Имя Героя золотыми буквами вписано на мемориальной доске в Краснодаре.